# Aleksiej Łowczew
Aleksiej Łowczew (ros. Алексей Ловчев; ur. 13 czerwca 1989) – rosyjski sztangista, mistrz Europy, brązowy medalista mistrzostw świata.
Na mistrzostwach świata 2013 w kategorii powyżej 105 kilogramów zajął 3. miejsce osiągając 430 kg. Podczas mistrzostw Europy 2014 uzyskał 457 kilogramów, co pozwoliło mu wygrać zawody w kategorii do 105 kg.
Podczas Mistrzostw Świata 2015 ustanowił dwa rekordy świata w podrzucie (264 kg) oraz dwuboju (475 kg), poprzednie rekordy należały do Irańczyka Hosejna Rezazade (263 i 472 kg). W listopadzie 2015 przyłapano go na zażywaniu dopingu. Badania próbki B wykazały u niego zakazaną substancję - ipamorelinę.

## Osiągnięcia
| Rok  | Zawody                         | Miasto        | Miejsce | Kategoria | Wynik  |
| ---- | ------------------------------ | ------------- | ------- | --------- | ------ |
| 2011 | uniwersjada                    | Shenzhen      | 3.      | -105 kg   | 375 kg |
| 2012 | młodzieżowe mistrzostwa Europy | Ejlat         | 2.      | +105 kg   | 425 kg |
| 2013 | mistrzostwa świata             | Wrocław       | 3.      | +105 kg   | 430 kg |
| 2014 | mistrzostwa Europy             | Tel Awiw-Jafa | 1.      | +105 kg   | 457 kg |
| 2015 | mistrzostwa świata             | Houston       | DQ      | +105 kg   | 475 kg |